# Mohsen Fakhrizadeh
Mohsen Fakhrizadeh Mahabadi (en persan : محسن فخریزاده مهابادی), né le 21 mars 1961 à Qom et mort assassiné le 27 novembre 2020 près de Damavand (Iran), est un physicien iranien, général de brigade des Gardiens de la révolution et responsable de haut niveau dans le programme nucléaire iranien,,.

## Biographie
Mohsen Fakhrizadeh est un officier iranien qui appartient au corps des Gardiens de la révolution islamique et un professeur de physique à l'université Imam Hossein à Téhéran.

### Implication dans le programme nucléaire iranien
Entre 2000 et 2003, Mohsen Fakhrizadeh se consacre au « Projet 111 », centré sur la fabrication d'une ogive nucléaire,, dans le cadre du Projet Amad (en) visant à doter l'Iran d'un arsenal nucléaire.
Dans le cadre de leurs travaux de vérification du programme nucléaire iranien dans les années 2000, l'AIEA demande à plusieurs reprises à interroger Mohsen Fakhrizadeh. Face au refus de l’Iran, le physicien subit, à partir de 2006, un gel de ses avoirs et des restrictions sur ses déplacements, consécutifs à la suite d'une résolution du Conseil de sécurité des Nations unies.
En 2007, un document interne du gouvernement iranien remis illégalement au journal The Sunday Times identifie Fakhrizadeh comme le directeur du Domaine pour l'expansion du déploiement des technologies avancées, le nom de code de l'organisme iranien qui supervise les efforts iraniens dans le domaine du nucléaire. Le document, intitulé Outlook for Special Neutron-Related Activities Over the Next 4 Years, présente un plan sur quatre ans pour mettre au point un initiateur neutronique au deutérure d'uranium,,. Selon l'ONU, Fakhrizadeh-Mahabadi est un scientifique important qui œuvre pour le compte du Ministère de la Défense et des Forces armées et un ancien responsable du Centre de recherches physiques.
En avril 2018, le Premier ministre israélien Benyamin Netanyahou le présente comme le « cerveau » du programme nucléaire iranien, et notamment son volet militaire, à l'occasion d'une conférence de presse où il affirme présenter des preuves concernant le programme nucléaire iranien. Dans la foulée, l'AIEA affirme n'avoir « aucune indication crédible d’activités en Iran liées au développement d’un engin nucléaire après 2009 ».

### Assassinat

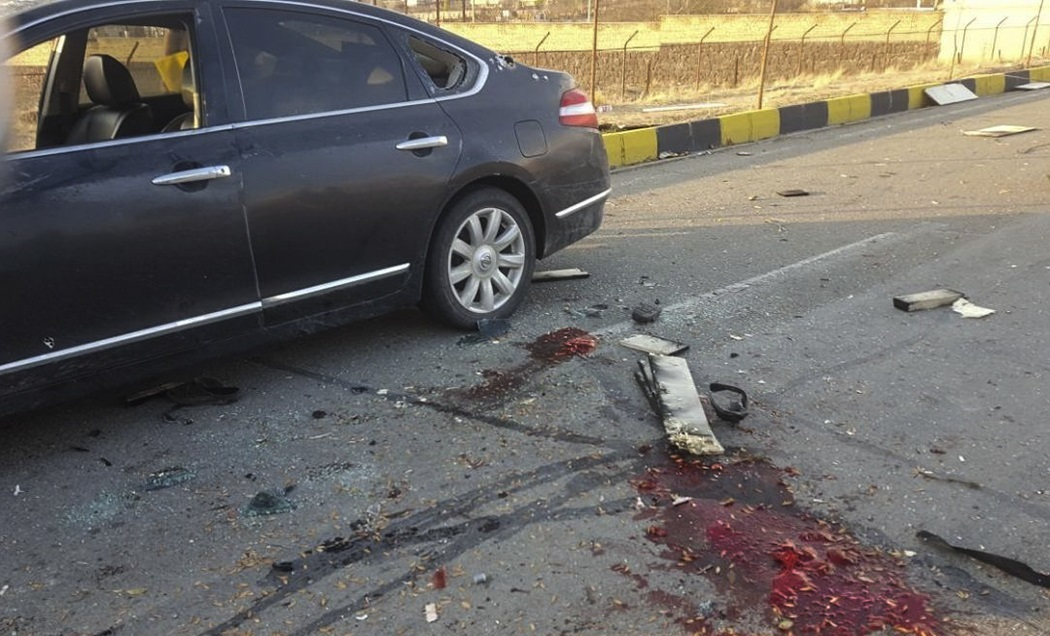
Le lieu de l’attaque : voiture dans laquelle Fakhrizadeh se trouvait, apparemment intacte, et traces de sang sur la route.

Mohsen Fakhrizadeh est assassiné le 27 novembre 2020 à l'âge de 59 ans dans la ville d'Absard (en), à 50 km à l'est de Téhéran,.
Dans les jours qui suivent, le ministre des Affaires étrangères iranien, Mohammad Djavad Zarif, ainsi que le Représentant permanent de l'Iran (en) auprès des Nations unies, Majid Takht-Ravanchi (en), dénoncent l'assassinat en affirmant « avoir des indices sérieux de l'implication d'Israël »,. Le New York Times affirme le 28 novembre qu'un « responsable américain — ainsi que deux autres responsables du renseignement — ont déclaré qu'Israël était derrière l'attaque contre le scientifique », sans citer leurs sources.
Le vendredi 27 novembre, l'ancien directeur de la CIA sous l'ère Obama, John O. Brennan, dénonce un « acte criminel et extrêmement dangereux ».
En février 2021, le ministre iranien des Renseignements Mahmoud Alavi déclare qu'Israël a bénéficié de la complicité d'un membre des forces armées iraniennes pour les préparatifs de l'attentat.
D'après un article du New York Times, corroboré par le Jerusalem Post, Mohsen Fakhrizadeh a été assassiné par le Mossad alors qu'il conduisait sa Nissan Teana entre sa maison de vacances sur la mer Caspienne et la ville d'Absard, où il avait prévu de passer le week-end avec sa femme. Des agents iraniens travaillant pour Israël avaient garé une camionnette bleue Nissan Zamyad sur le bord de la route avec une mitrailleuse de précision de calibre 7,62 mm dissimulée parmi des matériaux de construction. Le tir a été déclenché par un agent du Mossad situé à plus de 1 500 km via un robot capable de faire fonctionner l'arme qui avait été introduite en contrebande dans le pays et ce morceau par morceau. Cependant, les explosifs placés sur la mitrailleuse et le robot ont laissé l'équipement largement intact, permettant aux Iraniens de reconstituer le mode opératoire de l'assassinat. L'opération a reçu l'aval du président américain Donald Trump dès 2019 et a été menée à bien par les services israéliens avant l'investiture de Joe Biden, partisan d'une politique plus accommodante avec l'Iran.
Le 25 septembre 2022, le procureur de Téhéran (fa), Ali Salehi, annonce l'engagement de poursuites pénales contre 14 personnes impliquées dans l'assassinat de Mohsen Fakhrizadeh pour « corruption sur terre », « coopération en matière de renseignement et d'espionnage au profit du régime sioniste », « collusion avec le but de perturber la sécurité du pays » et « action contre la sécurité nationale »,.
Le 6 décembre 2022, le porte-parole du système judiciaire iranien, Massoud Setayeshi, annonce l'inculpation de 15 personnes pour l'assassinat de Mohsen Fakhrizadeh, dont 9 pour « corruption sur terre ».
Le 5 novembre 2024, le nouveau porte-parole du système judiciaire iranien, Asghar Jahangir, déclare : « Dans la province d'Azerbaïdjan occidental, 8 accusés ont été identifiés et une plainte a été déposée contre eux, et après l'enquête, trois d'entre eux ont été traduits devant le tribunal pour espionnage au profit du régime sioniste et [...], en plus de l'espionnage, ils avaient transporté les instruments de l'assassinat de Shahid Fakhrizadeh à l'intérieur du pays. Concernant les trois personnes mentionnées, des procédures judiciaires ont été menées [...] devant le tribunal révolutionnaire d'Ourmia et, en première instance, ces trois personnes ont été condamnées à mort et l'affaire est en phase d'appel ». Il ajoute qu'une autre procédure judicaire est toujours en cours dans la province de Téhéran.  